# Sigfrid von Engeström
Johan Sigfrid Wilhelm von Engeström, född 14 mars 1889 i Linköping, död 16 mars 1984 på Heby fideikommiss i Gåsinge-Dillnäs församling i Södermanlands län, var en svensk teolog och präst. 

## Biografi
Sigfrid von Engeström var son till domprosten i Kalmar Adolf von Engeström och Mathilde Liljencrantz. Han var filosofie kandidat, teologie doktor och blev docent i teologisk etik i Uppsala 1920. Han blev biträdande lärare i symbolik 1920m lektor vid Uppsala högre allmänna läroverk 1923 och professor i teologisk etik i Uppsala 1939. Han var en av de ledande inom Sveriges kristliga studentrörelse och deltog verksamt i den ekumeniska rörelsen. Bland von Engeströms skrifter märks Studier till Wilhelm Herrmanns etik (gradualavhandling, 1920), Romersk katolicism (1923), Luthers tankar om frälsningsvissheten i Romarbrevskommentaren (1926). Från 1925 var tillsammans med Manfred Björkquist redaktör för tidskriften Vår Lösen.
von Engeström var medlem av den högerradikala politiska organisationen Sveriges nationella förbund, ordförande för konservativa studentföreningen Heimdal 1920 och ledamot av Nordstjärneorden.